# Николаевка (Свободненский район)
Николаевка — упразднённое село в Свободненском районе Амурской области России. Исключено из учётных данных в 1974 году.

## География
Село располагалось на правом берегу реки Ора, на расстоянии примерно 9 километров (по прямой) к северо-востоку от села Чембары.

## История
Село возникло в 1910 году. По данным на 1916 год деревня Николаевка состояла из 31 двора (население составляло 123 человек) и входила в состав Ольгинской волости 3-го стана Амурского уезда Амурской области.
По данным 1926 года в Николаевке имелось 40 хозяйств (39 крестьянского типа и 1 прочих) и проживало 196 человек (101 мужчина и 95 женщин). В национальном составе населения преобладали русские. В административном отношении являлась центром Николаевского сельсовета Свободненского района Амурского округа Дальневосточного края.
В 1930—1950-е годы действовал колхоз «Таежный ударник».
Решением Амурского исполкома от 7 июня 1974 года № 253, село Николаевка исключено из учётных данных как несуществующее.